# Tibouchina melastomoides
Tibouchina melastomoides är en tvåhjärtbladig växtart som först beskrevs av Naud, och fick sitt nu gällande namn av Cogn. Tibouchina melastomoides ingår i släktet Tibouchina och familjen Melastomataceae. Inga underarter finns listade i Catalogue of Life.